# Jelena Andriejewa
Jelena Andriejewa, ros. Елена Андреева (ur. 9 maja 1969) – rosyjska lekkoatletka specjalizująca się w długich biegach sprinterskich.

## Sukcesy sportowe
- mistrzyni Rosji w biegu na 400 metrów – 1994[1]

| Rok  | Miasto     | Zawody               | Konkurencja                      | Wynik                    |
| ---- | ---------- | -------------------- | -------------------------------- | ------------------------ |
| 1994 | Helsinki   | Mistrzostwa Europy   | sztafeta 4 x 400 m bieg na 400 m | srebrny medal 4. miejsce |
| 1994 | Petersburg | Igrzyska Dobrej Woli | sztafeta 4 x 400 m bieg na 400 m | srebrny medal 5. miejsce |
| 1995 | Fukuoka    | Uniwersjada          | sztafeta 4 x 400 m               | złoty medal              |
| 1995 | Göteborg   | Mistrzostwa świata   | sztafeta 4 x 400 m               | srebrny medal            |

## Rekordy życiowe
- bieg na 400 metrów – 51,44 – Moskwa 07/06/1996
- bieg na 400 metrów (hala) – 51,64 – Stuttgart 05/02/1995